# S.S. Lazio Women 2015
S.S. Lazio Women 2015 – włoski klub piłki nożnej kobiet, mający siedzibę w stolicy kraju, mieście Rzym. Jest sekcją piłki nożnej kobiet w klubie S.S. Lazio.

## Historia
Chronologia nazw:
- 2015: S.S. Lazio Women 2015

Klub piłkarski S.S. Lazio Women 2015 został założony w mieście Rzym w 2015 roku, kiedy sześciu graczy i trener Ottavio Acconito odeszły od A.C.F. Lazio 2000. Po nabyciu tytułu sportowego od S.S. Lazio Calcio Femminile startował w sezonie 2015/16 w Serie B, zajmując zajął 7.miejsce w grupie D Serie B, a po roku znów był siódmym w grupie D. W sezonie 2017/18 był drugim w grupie D, dzięki czemu pozostał w Serie B w sezonie 2018/19 po skróceniu ligi z 48 do 12 drużyn.

## Sukcesy

### Trofea międzynarodowe
Nie uczestniczył w rozgrywkach europejskich (stan na 31-05-2018).

### Trofea krajowe
| \| \| Zdobyte trofea w rozgrywkach Włoch (stan na: 31-05-2018) \| |                                                          |      |                   |
| Rozgrywki                                                         | Osiągnięcie                                              | Razy | Sezon(y)          |
| Mistrzostwo                                                       | I miejsce                                                | 0    |                   |
| Mistrzostwo                                                       | II miejsce                                               | 0    |                   |
| Mistrzostwo                                                       | III miejsce                                              | 0    |                   |
| Puchar                                                            | zdobywca                                                 | 0    |                   |
| Puchar                                                            | finalista                                                | 0    |                   |
| Puchar                                                            | runda wstępna                                            | 1    | 2016/17           |
| Superpuchar                                                       | zdobywca                                                 | 0    |                   |
| Superpuchar                                                       | finalista                                                | 0    |                   |
| II liga                                                           | I miejsce                                                | 0    |                   |
| II liga                                                           | II miejsce                                               | 1    | 2017/18 (grupa D) |
| II liga                                                           | III miejsce                                              | 0    |                   |
| Włochy                                                            | Zdobyte trofea w rozgrywkach Włoch (stan na: 31-05-2018) |      |                   |

## Stadion
Klub rozgrywa swoje mecze domowe na stadionie Centro Sportivo Maurizio Melli w Formello w metropolii Rzym, który może pomieścić 1500 widzów.